# ダイハツ・グランマックス
1. 日本仕様のバンの画像
2. 日本仕様のトラックの画像

グランマックス（Gran Max）は、ダイハツ工業とトヨタ自動車が共同開発し、ダイハツ工業が製造・販売している小型商用車である。
バンとトラックがあり、本車をはじめとする「グランマックス3兄弟」のトラックは日本国内で販売されている唯一の最大積載量1t未満の小型トラックである。

## 概要
それまでアジア向けに販売されていたゼブラの実質的後継モデルであり、インドネシアの生産拠点であるアストラ・ダイハツ・モーターにて生産され、アストラ・インターナショナルを通じて販売されている。型式に関しては2007年販売型1.3LモデルがS401RP/401RV、2007年販売型1.5LモデルがS402RP/402RV、2020年販売型1.5モデルがS403P/403Vとなる。
企画・設計・開発はトヨタ自動車と共同で行われているほか、トヨタ自動車向けには日本仕様の「タウンエース」および「ライトエース」（後者は2020年6月で販売終了）として販売された。
セミキャブオーバースタイルとなったことで、クラストップのロングホイールベースを得た。サスペンションはフロントがマクファーソンストラット、リアは5リンクリジッド（ただしトラックのみリーフリジッド）、ステアリングギアボックスはラック・アンド・ピニオンである。
エンジンは K3-DE型（1.3L DOHC）と、新開発（登場当時）の3SZ-VE型（1.5L DOHC VVT-i）で、雨季には日常的に道路冠水が起こる土地柄ゆえ、どちらも吸気口を高くし、水を吸い込みにくい構造となっている。駆動方式は後輪駆動（FR）である。5速MT、4速ATともにインパネシフトを採用する。
バン型の「MB（ミニバス）」には、9人乗りの貨客兼用とブラインドバン（1.3Lのみ）の2種類があり、クラス唯一の両側スライドドアとなっている。トラックの「PU（ピックアップ）」は3人乗りで、荷台は一方開き、三方開きともに高床フラットのみとなっている。
2009年（平成21年）3月からグランマックスをベースにした8人乗りのミニバン、「ルクシオ」（LUXIO）がインドネシア国内で販売開始された。
2023年（令和5年）12月20日、同社の不正問題（ダイハツ工業認証試験不正問題参照）の調査で対象がこれまで判明していた6車種から当車種を含めたほぼ全ての車種に拡大することが明らかとなり、国内外の全ての車種の出荷を停止する方向で調整することとなったが、その後の衝突安全試験の再試験の結果、2024年（令和6年）1月16日、国土交通省は当車種および同車種をベースにOEM供給しているトヨタ自動車「タウンエース」、マツダ「ボンゴ」（いずれもトラック）の型式指定を取り消す方針を固めた。これ以降は再取得するまでは事実上、生産できなくなる。一方、バンタイプは型式認定取り消しの対象から外れており、1月19日、国土交通省が当車種およびトヨタ自動車「タウンエース」、マツダ「ボンゴ」のバンタイプの出荷停止の指示を解除した。

### 日本への輸出
2008年（平成20年）1月9日に日本国内にてフルモデルチェンジされた（発売は同年2月25日から）トヨタ・タウンエース／ライトエースは、このグランマックスを日本向けとしたモデルである。日本向けはバン、トラック共に3SZ-VE型1.5L DOHC VVT-i エンジンのみの設定で、駆動方式も当初は本国と同様のFRのみであったが、2010年7月にセンターデフ式（ロック機構付）のフルタイム4WD仕様が追加された。
バンのバックドアは、アジア市場では跳ね上げ用のガスストラットが不要な横開き式を採用する車種が多く、このグランマックスも右ヒンジとなっているが、日本市場への導入にあたり、使い勝手を考慮してダンパーを装着した跳ね上げ式に変更されている。これに伴い、ガススプリング、ドアキャッチ、ドアロック、鍵穴は新設されたが、これらはいずれも既存のアウターパネルを加工したものであるため、もともとアウタードアハンドルがあった場所（左側）には蓋を用いた封印がされ、ダイハツブランド以外ではその上に車名のロゴが付けられている。
日本国内においては当初はトヨタブランドのみで、ダイハツブランドでの販売はなかったが、2020年（令和2年）6月22日にトヨタブランドのタウンエースのマイナーチェンジと同時に「グランマックス カーゴ」、「グランマックス トラック」として日本での販売を公式発表（9月4日発売）。日本で発売するダイハツ車で初の海外生産（逆輸入）車種となり、ハイゼットグランカーゴの販売終了以来、約15年半ぶり（トラックは積系が異なるものであればデルタ以来約17年ぶり、積系が同クラスのものであればデルタ750以来38年ぶり）に日本でのダイハツブランドの小型商用車の取扱が再開された。日本仕様ではエンジンに2020年販売型インドネシア仕様と同様、2NR-VE型Dual DVVTエンジンが搭載され、アイドリングストップ機能も搭載。2代目タフトと同じステレオカメラ方式を採用した予防安全機能「スマートアシスト」をはじめ、VSC&TRC、LEDヘッドランプ、LEDテールランプ、エマージェンシーストップランプなどの安全機能も装備。グレードはカーゴ・トラック共に上級仕様の「GL」のみ（トラック「GL」はタウンエーストラック「DX“Xエディション”」相当）のモノグレード体系となり、タウンエースに設定されている「DX」に相当するグレードは設定されない。
尚、東京都以外の地域での全車種併売化や「タウンエース」のマイナーチェンジにより「ライトエース」は2020年（令和2年）6月をもって販売を終了し、「タウンエース」へ一本化された。
2020年（令和2年）7月17日には5代目ボンゴとしてマツダへもOEM供給を開始することを発表。グランマックスやタウンエースよりも1週間遅い9月11日に発売された。これにより、本モデルは日本国内においては3兄弟（発売時点で販売がすでに終了されたライトエースを含めれば実質4兄弟）となった。5代目ボンゴでは、タウンエースに設定されている「DX」に相当するグレードは「STD」として設定される。
なお、ダイハツがマツダへOEM供給するのはこれが初めてである。
先述の通り2024年1月16日、トラックはOEMのタウンエースとボンゴを含め、全て型式が取り消された。
2025年（令和7年）6月16日にカーゴを一部仕様変更。安全性能の向上などが行われたほか、原材料価格の高騰などを受けてメーカー希望小売価格が改定された。
インドネシア仕様
2008年販売型（ミニバン）

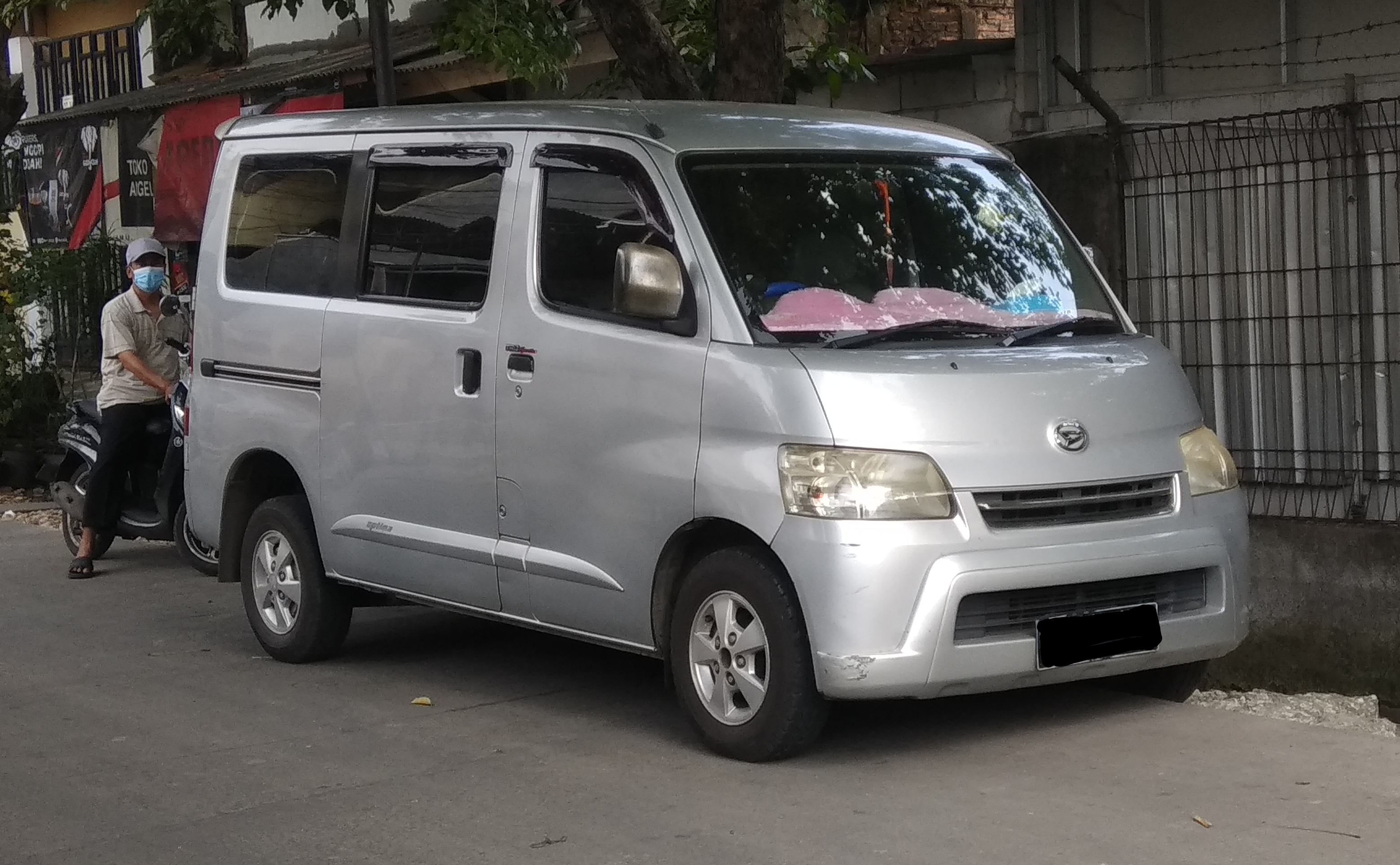
1.5 Dグレード（フロント）
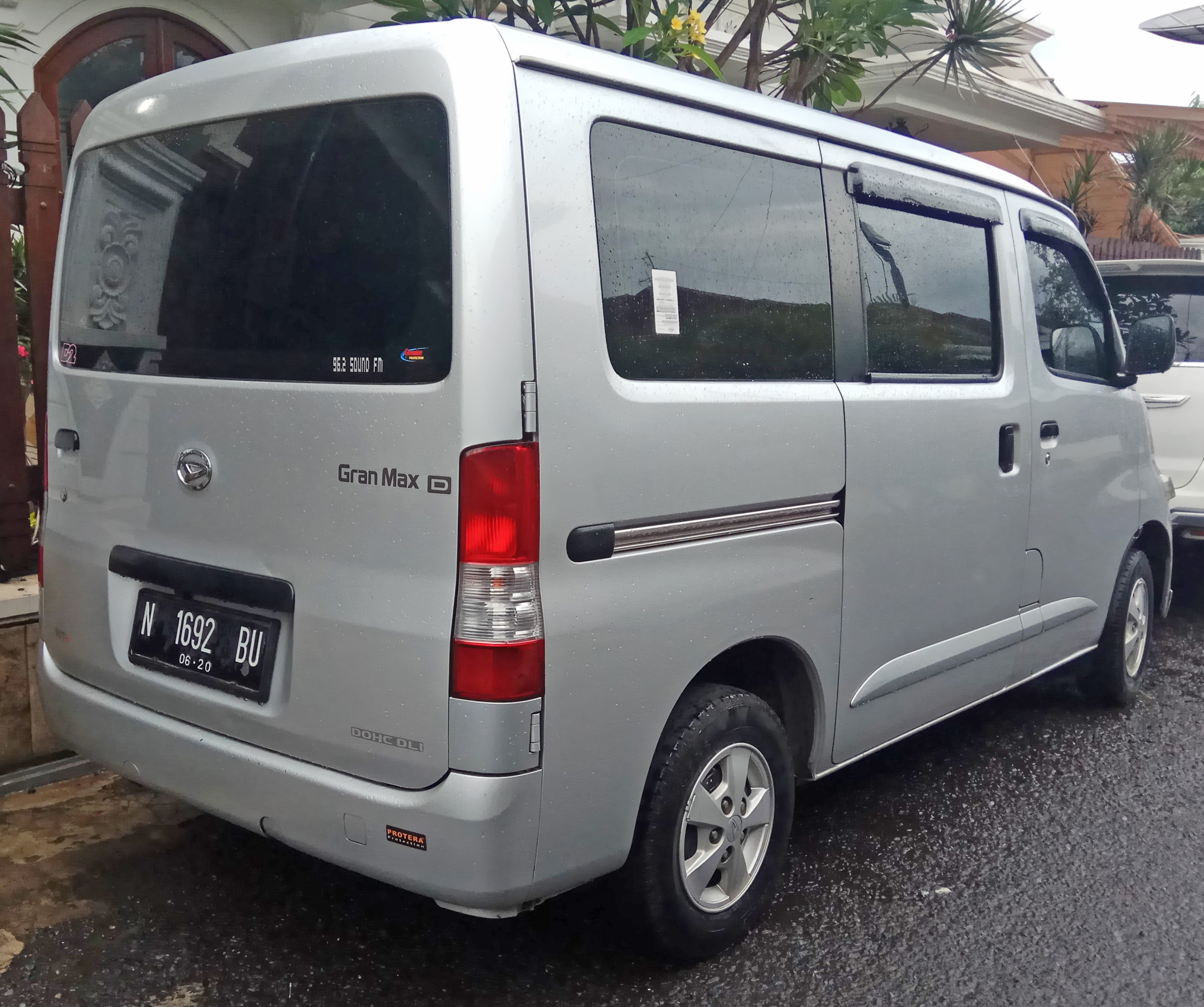
1.5 Dグレード（リア）

## 名前の由来
壮大を意味する「Grand」と最大を意味する「Maximum」を組み合わせた造語。顧客に最大のベネフィットをもたらす大容量のクルマという意味をこめている。